# Julia Bähre
Julia Bähre  (* 1974 in Oldenburg) ist eine deutsche Schauspielerin.

## Leben
Bähre absolvierte ihre Schauspielausbildung beim Hamburger Schauspiel-Studio Frese und spielte am Ernst-Deutsch-Theater in Hamburg, im Thalia Theater Hamburg, am Jungen Theater Göttingen sowie am Oldenburgischen Staatstheater.
2000 hatte sie in dem Fernsehthriller Tödliche Wildnis – Sie waren jung und mussten sterben von Jorgo Papavassiliou und parallel in Im Juli von Fatih Akin ihr Filmdebüt.
Sie ist die Enkelin des Olympiamedaillengewinners Karl Bähre, die Tochter des Schauspielers Dieter Bähre (Kammerschauspieler am Oldenburgischen Staatstheater) und die Mutter der Schauspielerin Carlotta Bähre.

## Filme und Serien (Auswahl)
- 2000: Tödliche Wildnis (Fernsehfilm)
- 2000: Im Juli (Kinofilm)
- 2001: Status Yo (Kinofilm)
- 2001: Das Glück sitzt auf dem Dach (Fernsehfilm)
- 2003: Der Ermittler (Fernsehserie, 1 Folge)
- 2003: Weihnachten im September (Fernsehfilm)
- 2003: Mein Leben & Ich (Fernsehserie, 1 Folge)
- 2003: Soko Köln (Fernsehserie, 1 Folge)
- 2004: Im Namen des Gesetzes: Die Geldfalle (Fernsehserie, 1 Folge)
- 2005: Alpenglühen zwei – Liebe versetzt Berge (Fernsehfilm)
- 2005: Unser Charlie (Fernsehserie, 1 Folge)
- 2008: Plötzlich Papa – Einspruch abgelehnt! (Fernsehserie, 1 Folge)
- 2009: In aller Freundschaft (Fernsehserie, 1 Folge)
- 2010: Ich bin Boes (Fernsehserie, 3 Folgen)
- 2013: Die Chinesen kommen (Fernsehfilm)
- 2014: Polizeiruf 110: Hexenjagd
- 2014: Nachbarn süß-sauer (Fernsehfilm)
- 2018: Chaos-Queens: Ehebrecher und andere Unschuldslämmer (Fernsehserie, Folge Unschuldslämmer)
- 2018: Der Kriminalist (Fernsehserie, 1 Folge)
- 2020: Praxis mit Meerblick

## Hörspiele (Auswahl)
- 1984: Ursel Meyer: De Anfang. Niederdeutsches Hörspiel (Anja) – Regie: Claus Boysen (Original-Hörspiel, Mundarthörspiel – RB/NDR)[2]